# Ara Lsk Selatan
Ara Lsk Selatan is een bestuurslaag in het regentschap Aceh Utara van de provincie Atjeh, Indonesië. Ara Lsk Selatan telt 342 inwoners (volkstelling 2010).